# 青森銀行
株式会社青森銀行（あおもりぎんこう、英: The Aomori Bank, Ltd.）は、青森県青森市に本店を置いていたプロクレアホールディングス傘下の地方銀行。2025年1月1日からは当行を存続行としてみちのく銀行を吸収合併し青森みちのく銀行に改称した。改称前の最終営業日である2024年12月30日時点においては青森県最大手の金融機関であった。

## 概要
通称は青銀（あおぎん）。青森県と県内全10ヶ市、及び県内大半の町村の指定金融機関であった。
企業スローガンは「Personal Main Bank AOGIN」（パーソナル メイン バンク あおぎん）。
1980年（昭和55年）代初期頃にロゴ書体が変更され、（支店名表記など一部旧来の筆体ロゴが残存する）看板デザインが順次変更された。またシンボルマーク（小文字の「a」を2つ組み合わせたもの）の使用が開始された。

## 沿革
- 1879年（明治12年）1月20日 - 第五十九国立銀行が現在の弘前市に開業。
- 1897年（明治30年）9月 - 普通銀行に転換、株式会社第五十九銀行に改組。
- 1943年（昭和18年）10月1日 - 第五十九・八戸・津軽・板柳・青森の五行が合併し、あらたに青森市に株式会社青森銀行が新設される。本店は旧第五十九銀行青森支店[3]
- 1973年（昭和48年）10月 - 東京証券取引所第二部に上場（青森県の企業としては初）。
- 1975年（昭和50年）3月 - 東京証券取引所第一部に昇格。
- 1985年（昭和60年）7月23日 - ディーシーカードの出資を得てあおぎんディーシーカードを設立。
- 1999年（平成11年）頃 - 北海道銀行八戸支店廃止に伴い、同行仙台支店移管分以外を青森銀行八戸支店が営業譲受。
- 2000年（平成12年）
  - 4月3日 - 岩手銀行・秋田銀行とATM相互無料開放（愛称はAAIネット）。
  - 12月1日 - 秋田支店を廃止し、能代支店と秋田銀行大町支店に分割継承。
  - 12月18日 - コンビニATM：イーネットと提携し、青森県内のサークルKとサンクス・ミニストップに設置（後にファミリーマートも青森県内進出後に設置）。
- 2002年（平成14年）
  - 3月 - あおぎん抵当証券を解散し清算。
  - 4月 - あおぎんクレジットカードがあおぎんジェーシービーカードを合併。
- 2006年（平成18年）6月30日 - 同行最後の銀行代理店「南郷代理店」（八戸市南郷区）を廃止し、翌7月1日に有人出張所「八戸支店 南郷出張所」を設置。
- 2007年（平成19年）
  - 3月15日 - あおぎんICキャッシュカードの発行を開始。
  - 3月19日 - セブン銀行と提携。青森県内のイトーヨーカドー4店舗に設置。
- 2008年（平成20年）
  - 6月 - 青銀スタッフサービスを解散し清算。
  - 9月 - 青銀不動産調査を解散し清算。
- 2009年（平成21年）
  - 5月6日
    - 勘定系システムをNTTデータ地銀共同センター（BeSTA）に移行。
    - セブン銀行ATMにおける入金手数料を無料化。
    - ATM管理運営業務専門店舗2店（店舗外ATMの管理運営を統括する「ATM統括支店（店番：091）」及びイーネットATMの管理運営業務を担当する「イーネット支店（店番：022）」）を新設。

  - 7月27日 - 東京支店を東京薬業会館から東短室町ビルの4階に移転。同行初となる空中店舗化となる。
  - 8月24日 - 今別支店と川内支店の2店舗をブランチインブランチ（店舗内店舗）にする。今別支店を蟹田支店内に、川内支店を大湊支店内に移転し、跡地はATMを継続設置（ATMの管理はATM移転前の店舗が担当）。
  - 10月5日 - 八戸ニュータウンショッピングセンター内に、個人向けに特化した店舗「パーソナルプラザ八戸ニュータウン」（根城支店八戸ニュータウン出張所）を新設。
- 2010年（平成22年）
  - 9月1日 - 銀行本体発行による、ICキャッシュ&クレジットカード「aomo(アオモ)」の取り扱いを開始。
  - 9月13日 - 今別支店と蟹田支店、大湊支店と川内支店の統廃合が完了。
- 2011年（平成23年）2月 - あおぎんコンピュータサービスを解散し清算。
- 2013年（平成25年）
  - 3月13日 - 北海道との経済交流促進や東日本大震災被災者支援を目的に北海道銀行と業務提携を締結[4]。
  - 4月22日 - 青函経済協定事業の一環で、北洋銀行と個人カードのATM相互無料開放を開始[5]。
  - 7月 - あおぎんディーシーカードとあおぎんクレジットカードが合併。存続会社のあおぎんディーシーカードが商号をあおぎんカードサービスに変更。
  - 10月7日 - 東北・北海道地区交流促進地銀連携事業により、北海道銀行とATM相互無料開放を開始。
  - 12月25日 - 双日グループがむつ小川原開発地区（新むつ小川原所有地）において計画しているメガソーラーに日本政策投資銀行、三菱東京UFJ銀行の他、近隣地銀と共にプロジェクトファイナンスの1行として参加を表明[6][7]。
- 2014年（平成26年）
  - 10月20日 - ローソンATMとの提携開始[8]。
  - 11月17日 - イオン銀行との接続開始[9]。
- 2015年（平成27年）1月5日 - イーネットの利用手数料を全面有料化[10]。
- 2018年（平成30年）11月15日 - この日から磁気の影響を受けにくい新しい通帳（Hi-Co通帳）を取扱開始した[11]。
- 2021年（令和3年）11月26日 - みちのく銀行と共同で2022年4月1日に金融持株会社「プロクレアホールディングス」を設立して経営統合すると発表[12]。
- 2022年（令和4年）
  - 3月30日 - 上場廃止[13]。
  - 4月1日 - プロクレアホールディングス発足。
- 2025年（令和7年）
  - 1月1日 - みちのく銀行と合併し、「青森みちのく銀行」[注釈 1]を設立[14]。

## 関係会社

### 連結子会社
- 青銀甲田株式会社
- あおぎんカードサービス株式会社
- あおぎんリース株式会社
- あおぎん信用保証株式会社
- あおもり創生パートナーズ株式会社

## 営業政策

### 店舗展開
地元青森県を中心に店舗網を構築し、県内では個人向けに特化した店舗として「ローンプラザ」「パーソナルプラザ」を展開。各種ローンや資産運用などの相談を行っている。
県外店舗
北海道（3店舗）・秋田県（2店舗）・岩手県（1店舗）・宮城県（1店舗）・東京都（1店舗）に店舗を構える。
かつては秋田支店も開設されていたが、不採算のため2000年12月1日で営業を終了し、能代支店と秋田銀行大町支店に分割して業務を継承した。これにより、同県内の店舗は能代支店と大館支店のみとなった。また、北海道旭川市にも旭川支店が開設されていたが、1980年代中期頃に廃止された。
東京支店と東京事務所、ならびに市場国際部市場営業課はそれぞれ別々の建物に入居していたが、このうち東京支店については2009年7月27日に東短室町ビルの4階に移転した。これにより、同行としては初となる空中店舗化された。

#### 店舗画像
これらの画像は青森みちのく銀行改称前の同行の各支店等の一例である。

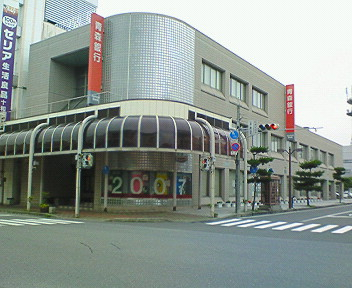
十和田支店（十和田市）
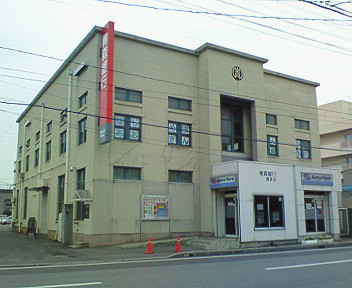
湊支店（八戸市）※現在は建て替えにつきこの画像の建物は現存しない[15]。
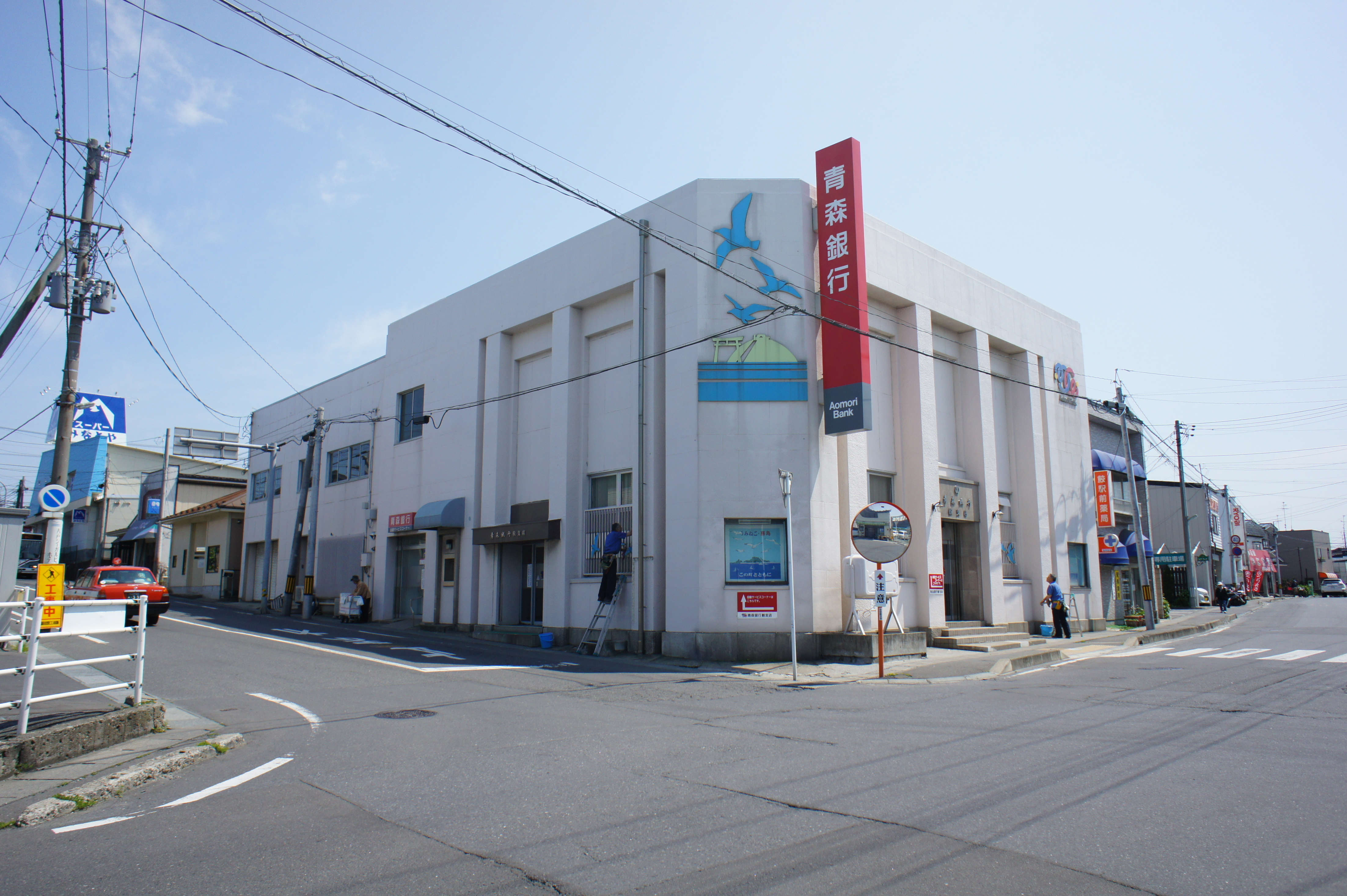
鮫支店（八戸市）
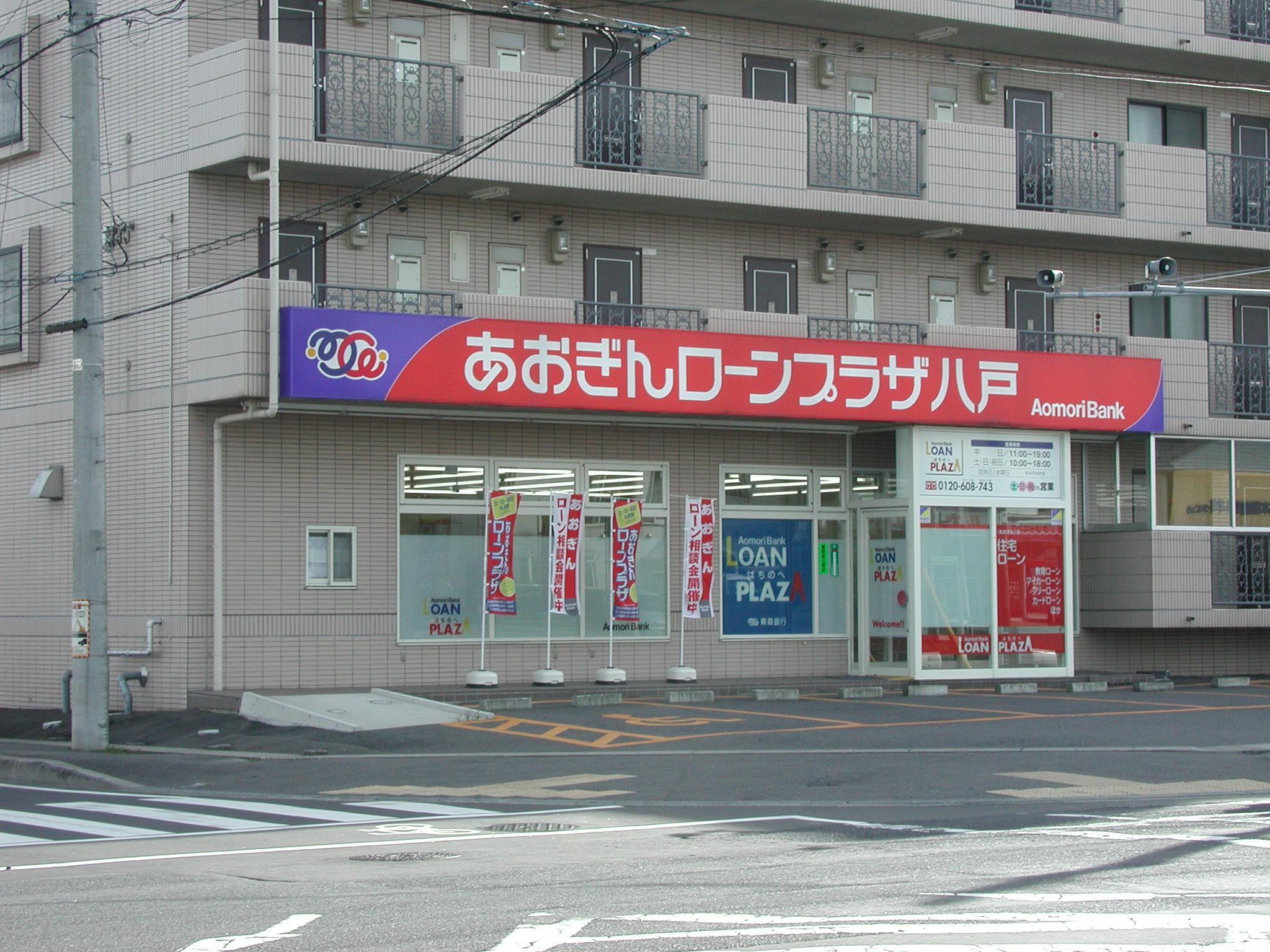
あおぎんローンプラザ八戸（八戸市）
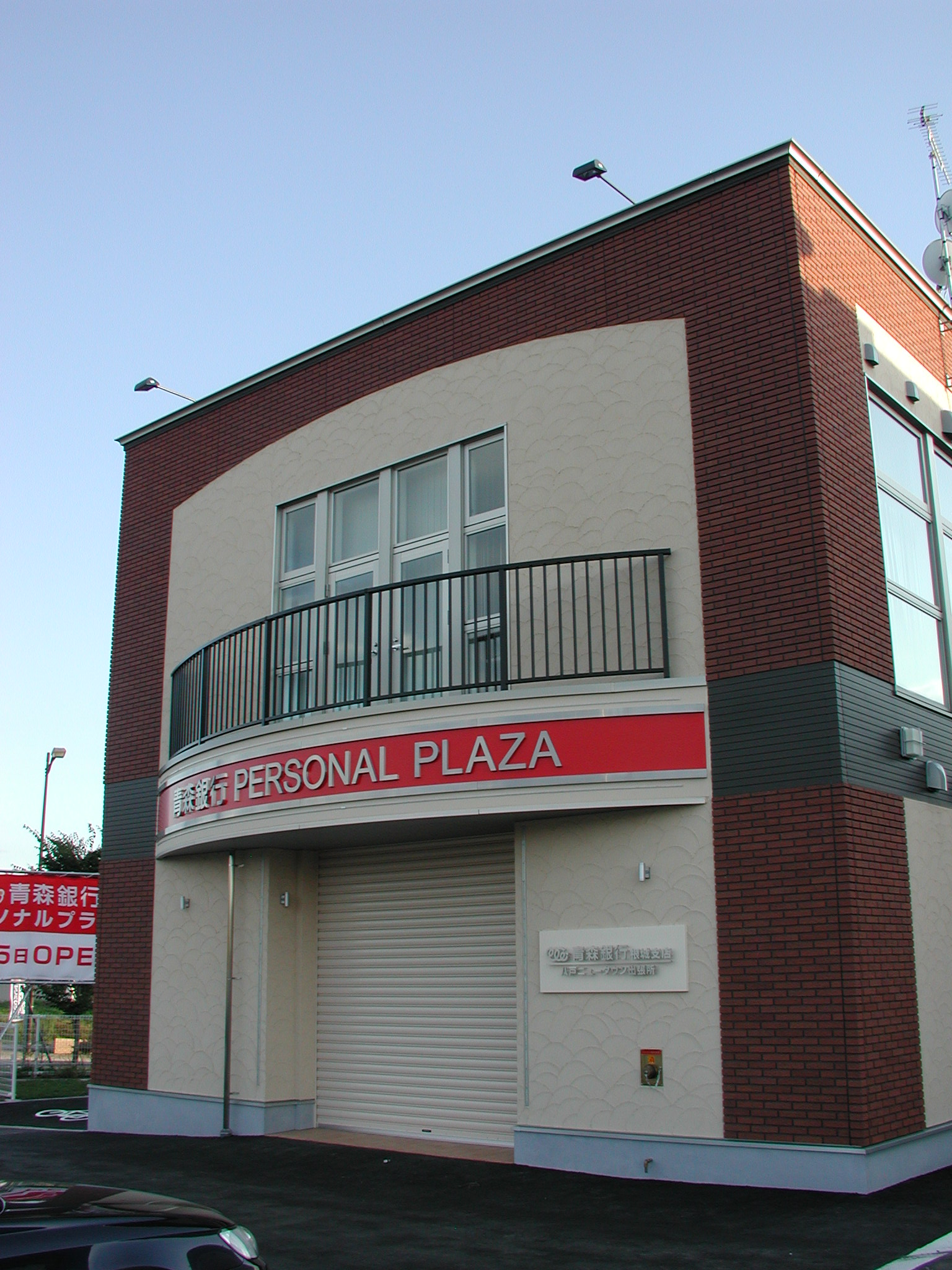
個人特化店：パーソナルプラザ八戸ニュータウン（八戸市）

### イメージキャラクター
現在イメージキャラクターは採用されていないが、かつて各銀行が金利の規制などによる商品の差別化による独自色が困難だった1982年から、キャラクターとして「ピーナッツ」の登場人物を採用。本格導入した銀行としてはさきがけ的存在であった。通帳・キャッシュカード等に同キャラクターを採用していたが、このキャラクター使用に当たっては年度ごとの契約更新となっており、更新をすることによって多額の費用が嵩むことから、数年前から今後のキャラクター使用のあり方について検討され、業務改革に伴う経費削減策の一環として、2007年度をもって使用が終了された。これに伴い、ATM画面からスヌーピーを消去（旧型機種）またはメーカーのデフォルトアニメへの差し替え（新型機種）が順次行われた。
2011年には、銀行本体発行のクレジットカード一体型キャッシュカード「aomo」が発行開始され、翌年5月9日、総合口座通帳においてキャラクターとしての「aomo」デザインの通帳が発行開始された。

### 地方自治体等との取引
青森県、および県下大半の自治体の指定金融機関となっている。

### 自動機サービス

#### ATMについて
最大営業時間：平日・土曜・休日とも7:00 - 21:00。

#### 提携ATMサービス
各種の相互提携により、青森銀行のカードで岩手銀行・秋田銀行・北海道銀行・北洋銀行・青い森信用金庫・東奥信用金庫・青森県信用組合・東北労働金庫の各ATMが平日時間内の引出が無料で利用できる。法人カードは岩手・秋田・北海道の3行のATMで対応。これにより、県内だけでなく隣接する北海道・北東北の全域などでの利便性が高まることになった。

#### みちのく銀行との店舗外ATM共同利用化
青森銀とみちのく銀行は、これまで双方ともライバル的存在であり、店舗外コーナーのATMに関しても共同設置はされなかった。しかし、ゆうちょ銀行の発足によって競争が激化されていることなどから、両行とも店舗外ATMの維持管理などにおける経費の削減を実施することとなり、2008年5月12日に各行がそれぞれ設置されている店舗外ATMのうち、主に官公庁や病院等などにそれぞれ、各行6カ所ずつを共同ATM化として移行された。

#### ATM管理業務の再編
2009年5月6日をもって新システムへの移行が完了したことを契機に、ATMの管理運営業務の効率化と顧客からの対応力向上を図ることを目的として、ATM網を再編した。これに伴い、同日付で2つのATM管理運営専門店舗が置かれ、店舗外ATM（青銀非幹事の共同利用店舗を含む）の管理運営業務を統括する「ATM統括支店」と、イーネットATMにおける管理運営業務を担当する「イーネット支店」がそれぞれ設置され、官公庁などと言ったわずかな特定なロケーションを除く店舗外ATM全てをATM統括支店に、これまで本店営業部が管理・運営していたイーネットの管理業務をイーネット支店に、それぞれ移管された。

#### ICキャッシュカード
2007年3月15日より、生体認証機能付ICキャッシュカードの取り扱いを開始している。また、顧客の利便性を考慮して「磁気ストライプ」併用型を発行している。同カードは個人の顧客のみが申し込みが可能で、普通預金及び貯蓄預金が対象となるほか、IC対応ATMでは全て生体認証対応となる。

## 情報処理システム
従前において青森銀は勘定系システムを富士通と共に構築したものを採用していたが、2009年5月6日からNTTデータ地銀共同センター（BeSTA）に移行した。
生体認証
生体認証機能については、「手のひら静脈方式」を採用する。

## インターネットバンキング
同行のインターネットバンキングは「つないでネっと」という愛称で運用され、振込みやペイジーなどの取引ができる。

## その他

### 両替
両替手数料体系は青森県内と県外で分かれている。
- 県内店舗：両替機はあおぎんキャッシュカード利用者に限り100枚まで無料。窓口両替は50枚まで無料。枚数は受入または引渡のどちらか多い方を基準。
- 県外店舗：両替機はあおぎんキャッシュカード利用者に限り50枚まで無料。窓口両替は20枚まで無料。枚数は受入または引渡のどちらか多い方を基準。

### 店舗コード
店舗コード（店番）は県内の他の金融機関とは違い、100番台のうちの下3桁目百の位の部分をエリア毎に割り当てられている。2桁番台は、ATM管理の店舗に割り当てられている。
- 100番台 - 青森市（旧：南津軽郡浪岡町域の店舗を除く）・東津軽郡
- 200番台 - 弘前市
- 300番台 - 八戸市
- 400番台 - 黒石市・平川市・南津軽郡・青森市のうちの旧：南津軽郡浪岡町域の店舗
- 500番台 - 五所川原市・つがる市・北津軽郡・西津軽郡
- 600番台 - 十和田市・三沢市・上北郡
- 700番台 - むつ市・下北郡
- 800番台 - 三戸郡
- 900番台 - 県外店舗・入金照合口座店